# آباجان
آباجان فیلمی به کارگردانی، نویسندگی و تهیه‌کنندگی هاتف علیمردانی محصول سال ۱۳۹۵ است.
این فیلم در تاریخ ۲۵ اسفند ۱۳۹۵ در سینماهای ایران اکران شده است.

## خلاصه داستان
داستان این فیلم در دهه شصت می‌گذرد و زندگی اجتماعی مردم در آن سال‌ها روایت می‌شود.

## بازیگران
| بازیگر          | نقش           |
| --------------- | ------------- |
| فاطمه معتمدآریا | آباجان        |
| سعید آقاخانی    | هاشم          |
| حمیدرضا آذرنگ   | کاظم          |
| شبنم مقدمی      | شمسی          |
| محمود نظرعلیان  | سلیمان دورانی |
| محمدرضا غفاری   | محسن          |
| فریبا متخصص     | نازخند        |
| حوری امیری      | حوریه         |
| ملیسا ذاکری     | فرزانه        |

## جوایز
| بخش                           | نامزد          | نتیجه    | جایزه        |
| ----------------------------- | -------------- | -------- | ------------ |
| بهترین بازیگر نقش مکمل زن     | شبنم مقدمی     | نامزدشده | سیمرغ بلورین |
| بهترین جلوه‌های ویژه بصری      | محمد لطفعلی    | نامزدشده | سیمرغ بلورین |
| بهترین فیلم از نگاه تماشاگران | هاتف علیمردانی | برنده    | لوح تقدیر    |